# Chuanpu
Chuanpu (kinesiska: 船埔) är en köping i sydöstra Kina. Den ligger i Puning i staden Jieyang i provinsen Guangdong, omkring 270 kilometer öster om provinshuvudstaden Guangzhou. Antalet invånare är 38 580. Befolkningen består av 19 484 kvinnor och 19 096 män. Barn under 15 år utgör 29,0 %, vuxna 15-64 år 63 %, och äldre över 65 år 6,0 %.